# Conchodytes kempi
Conchodytes kempi är en kräftdjursart som beskrevs av Bruce 1989. Conchodytes kempi ingår i släktet Conchodytes och familjen Palaemonidae. Inga underarter finns listade i Catalogue of Life.